# 三辅黄图
《三辅黄图》是古代地理书籍，作者佚名；晁公武在《读书志》认为可能是梁陈间人之作，程大昌在《雍录》则认为唐肃宗后人作。《水经注》曾引此书，《隋志》亦曾著录，因此成书年代不会晚于南北朝。清朝有毕沅、孙星衍校本。
原书一卷，后有六卷或二卷版本，可能因此掺入后世地名及杂说。记载秦汉时期三辅的城池、宫观、陵庙、明堂、辟雍、郊畤等，间涉及周代旧迹。各项建筑，皆指出所在方位。此书条理清晰，为研究关中历史地理的重要资料。